# Canthigaster natalensis
Canthigaster natalensis är en fiskart som först beskrevs av Günther 1870.  Canthigaster natalensis ingår i släktet Canthigaster och familjen blåsfiskar. Inga underarter finns listade.